# Verónica Bonilla
Verónica Bonilla  es una prolífica escritora de libros infantiles, ilustradora y diseñadora gráfica de origen ecuatoriano. Nació en la ciudad de Quito D.M. el 11 de junio de 1962 y publica literatura infantil en cuentos para niños desde el año 2012.  Tiene hasta el año 2021 como autora 82 registros internacionales de libros ISBN en varios formatos, tanto en papel como también en libro digital, publica en idioma español, Inglés, chino; también ha producido audiolibros.

## Carrera

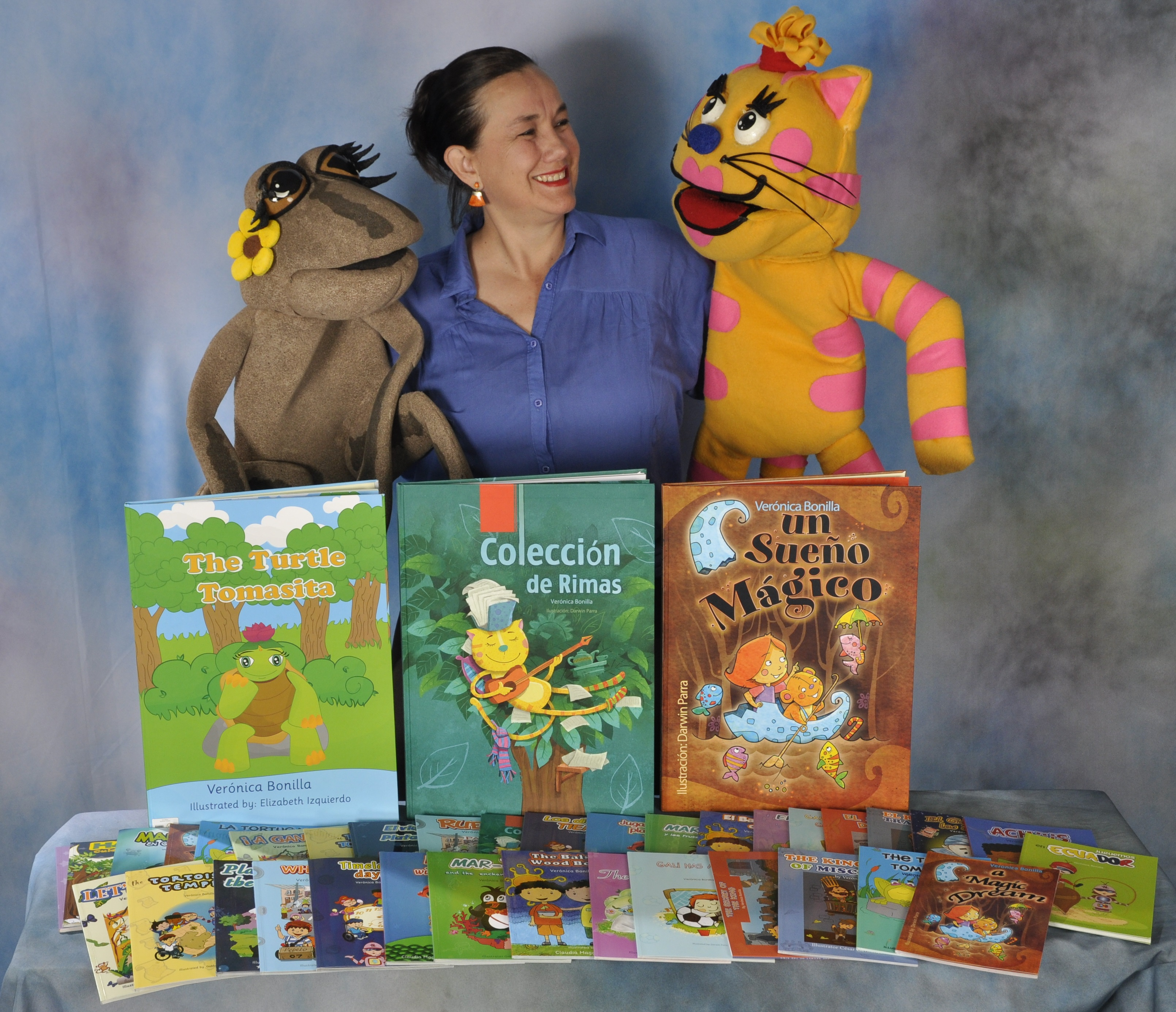
Verónica Bonilla con muchos de sus libros hasta el 2014, le acompañan la Rana Juliana y la Gata Renata, personajes de dos de sus libros.

Con su experiencia de educadora de miles de estudiantes, madre de tres hijas y consultora ISO 9001, debuta como escritora de libros infantiles en el año 2012 con una impresionante producción en Ecuador de 35.000 ejemplares con 14 títulos, con lo cual supera la producción de 43 editoriales universitarias públicas y privadas del Ecuador, se constituye en un récord nacional de producción literaria para una sola autora.
En el año 2012 y luego en el 2013 con el sello de Editorial Vebodi S.A. ha publicado 37 libros 
en formato de papel con alta calidad de impresión en papel couché y totalmente ilustrados a todo color, en un esfuerzo por elevar la calidad de la producción de literatura infantil, con lo cual ha marcado como característica de su producción literaria que todos sus cuentos sean completamente ilustrados.

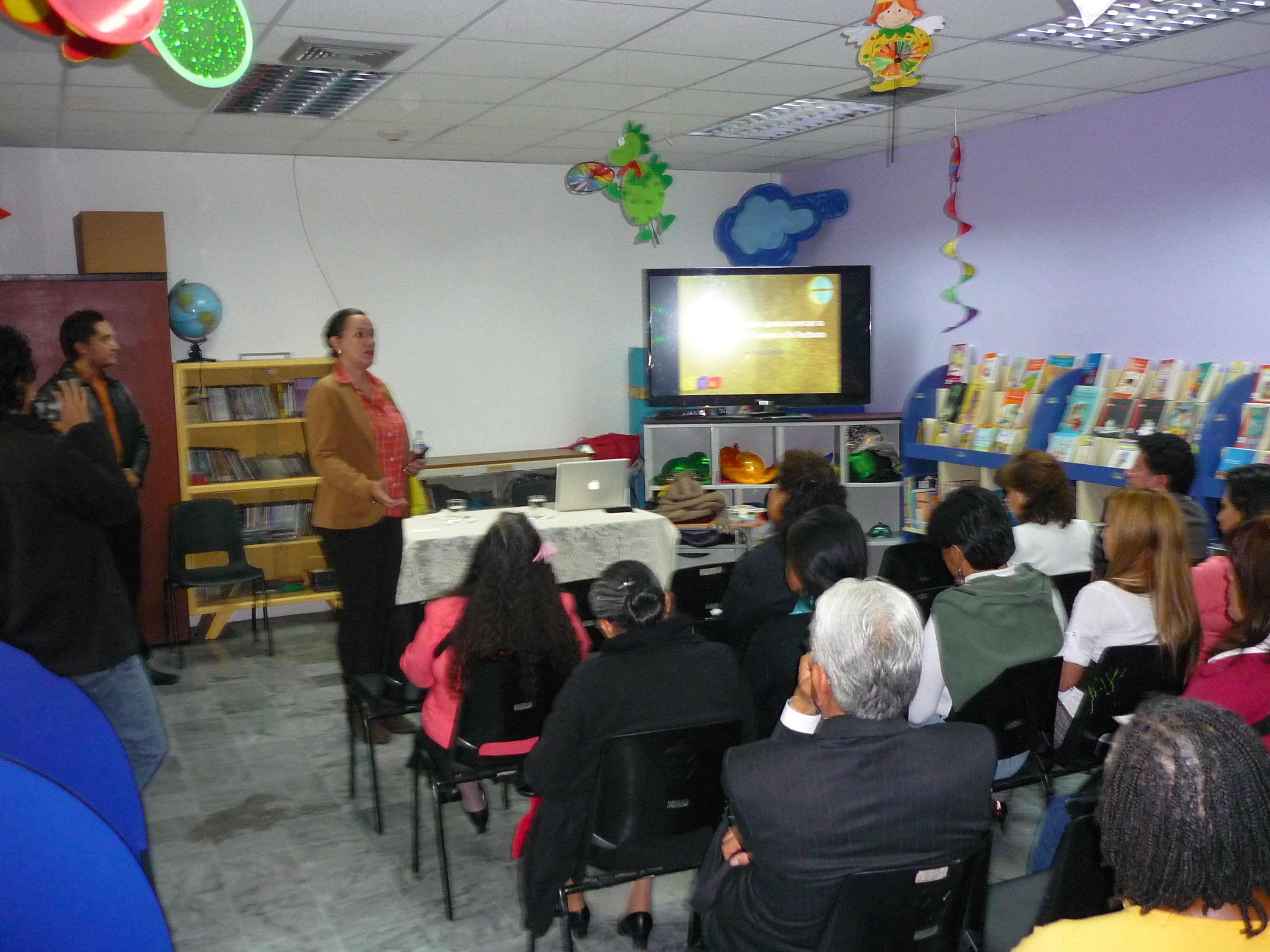
Verónica Bonilla dando una conferencia en la Biblioteca Pablo Palacio.

En la serie de cuentos publicados sobre Platanario, un personaje infantil extraterrestre que se enamoró de nuestro planeta, aplica su experiencia como consultora de calidad ISO 9001 y ha introducido en lenguaje para niños, en forma lúdica y simple conceptos de trabajo en equipo, planificación, acciones correctivas, acciones preventivas; esta serie es además pluricultural, inclusiva y revela la cultura de Ecuador.
Como diseñadora gráfica, es la creadora del personaje Lecturín en 2012 que utiliza para promover la lectura, en el sitio web infantil del mismo nombre se descarga en forma gratuita la revista digital LECTURIN con ISSN 1390-7654, su aporte cultural significativo ha permitido que el sitio web de Lecturín a diciembre de 2014 ya tenga más de 100.000 visitas. 
Ha creado once personajes que viven en sus publicaciones: Platanario, naniBOT, Pepeko, Juanuka, Pichusa, Pedroko, Hadani, Mar-Tin, Vagotón, Tontón, Lecturín.
Desde el año 2012 dicta conferencias para estimulación a la lectura y talleres sobre imaginación y creatividad, dirigidos a bibliotecarios, profesores, padres y madres de familia y también niños.
Ha sido educadora, profesora bilingüe en instituciones privadas, con más de 16 años de experiencia, ha prestado sus servicios como Consultora Educativa, es coautora de la Guía para la buena práctica del docente de Educación General Básica, del Ministerio de Educación del Ecuador ISBN 978-9942-07-402-7(2013).
En el año 2014 publica libros para niños en gran formato de papel A3, en papel couché en la colección big books. y en su etapa de internacionalización publica en formato digital en español y en Inglés, también como libro digital para iBooks de Apple.
Con la editorial de Casa de la Cultura Ecuatoriana (CCE) ha publicado tres libros. En 2014 "La rana Juliana", en 2014 publica el libro físico "Valentina quiere ser bombero" y debuta como directora y guionista con una obra infantil del mismo nombre actuada por niños en el teatro de la Casa de la  Cultura Ecuatoriana, en 2018 publica el libro "Si no es tuyo, es de alguien".
En 2016 publica en español y chino "Mágico Yasuní" con lanzamiento en la Feria Internacional del Libro Infantil  de Shanghái y además en 2019 publica en español y chino "Platanario en China" y con este libro es ganadora del Special Book Award of China 2021.

## Obras

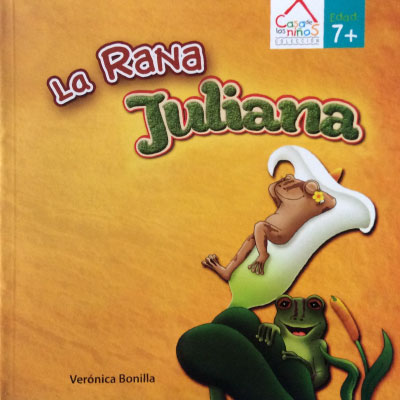
Cuento La Rana Juliana

Verónica Bonilla tiene 82 libros publicados hasta 2021, todos completamente ilustrados y todos con registro internacional  ISBN: 14 libros en español y en papel en el 2012 con récord nacional para una sola autora en ese año, 23 libros en papel en el 2013 con récord mundial  una sola autora en un solo mes, de los cuales 15 son en inglés; tiene hasta 2021 un total de 8 big books, 7 libros digitales en español,  16 libros digitales en inglés, 1 digital en chino,  25 libros en papel tamaño A5 en español, 15 en papel tamaño A5 en inglés, 3 en papel  en español tamaño 21x21cm, 4 libros digitales con música y narración propias. El primer cuento publicado por Verónica Bonilla se titula Gali tiene un balón, ilustrado por Darwin Parra, un reconocido artista cuencano.
En 2014 Editorial de la Casa de la Cultura Ecuatoriana (CCE) "Benjamín Carrión" publica el cuento titulado "La rana Juliana" en formato de papel 21x21 cm, totalmente ilustrado, impreso en papel couché, el cuento se publicó en diciembre de 2014, con registro ISBN 978-9978-62-790-7 Este cuento se ha publicado simultáneamente como libro digital en Inglés para iPad, como "July the Frog"  con ISBN 978-9942-961-32-7, con el sello de Editorial Vebodi. Este cuento es sobre una aventura de una rana marsupial andina, lleva un mensaje ecológico a los niños para evitar su peligro de extinción, porque su hábitat está amenazado por los seres humanos.
En 2015 publica el libro "Valentina quiere ser Bombero" como libro físico y presentado como obra de teatro. 
En 2016 se marca un hito histórico en la literatura infantil  ecuatoriana con el primer libro infantil  traducido en chino, el libro "Mágico Yasuní"  fue presentado en la Feria Internacional del Libro Infantil de Shanghái, para hacer conocer al mundo el patrimonio de biodiversidad ecuatoriano parque nacional Yasuní. También ha incursionado en la producción multimedia con 4 audiolibros en español, con música propia, para incorporar en sus libros en formato digital.
En 2018 publicó un tercer libro de la escritora, titulado "Si no es tuyo, es de alguien" que es parte central de la Campaña Nacional de Honradez, liderada por la  autora. Además, en 2019 publica simultáneamente en español y chino "Platanario en China", con lanzamiento en el  Palacio de Najas de la Cancillería del Ecuador. Este libro en 2021 le  permite ganar  el Premio Special Book  Award of China 2021.

## Premios
Special Book Award of China 2021, por su libro "Platanario en China" en español y chino. Este Premio es el máximo reconocimiento de China para un escritor extranjero, con rango de premio nacional. Fue entregado en Beijing al Embajador de Ecuador en China en representación de la escritora.

## Libros digitales

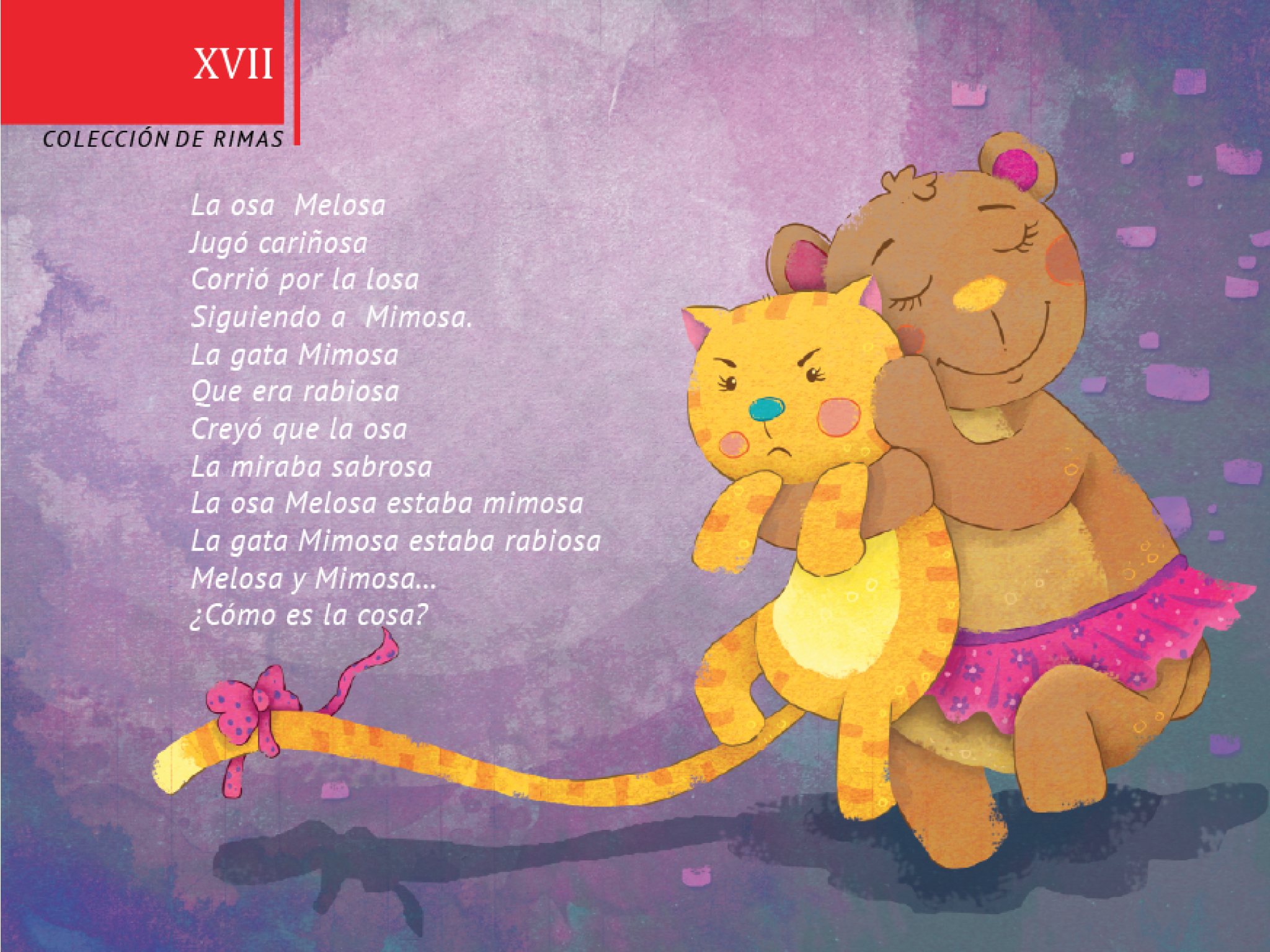
Colección de Rimas
Muestra de Colección de Rimas, formato ogg
(escuchar)

### Libros digitales en español

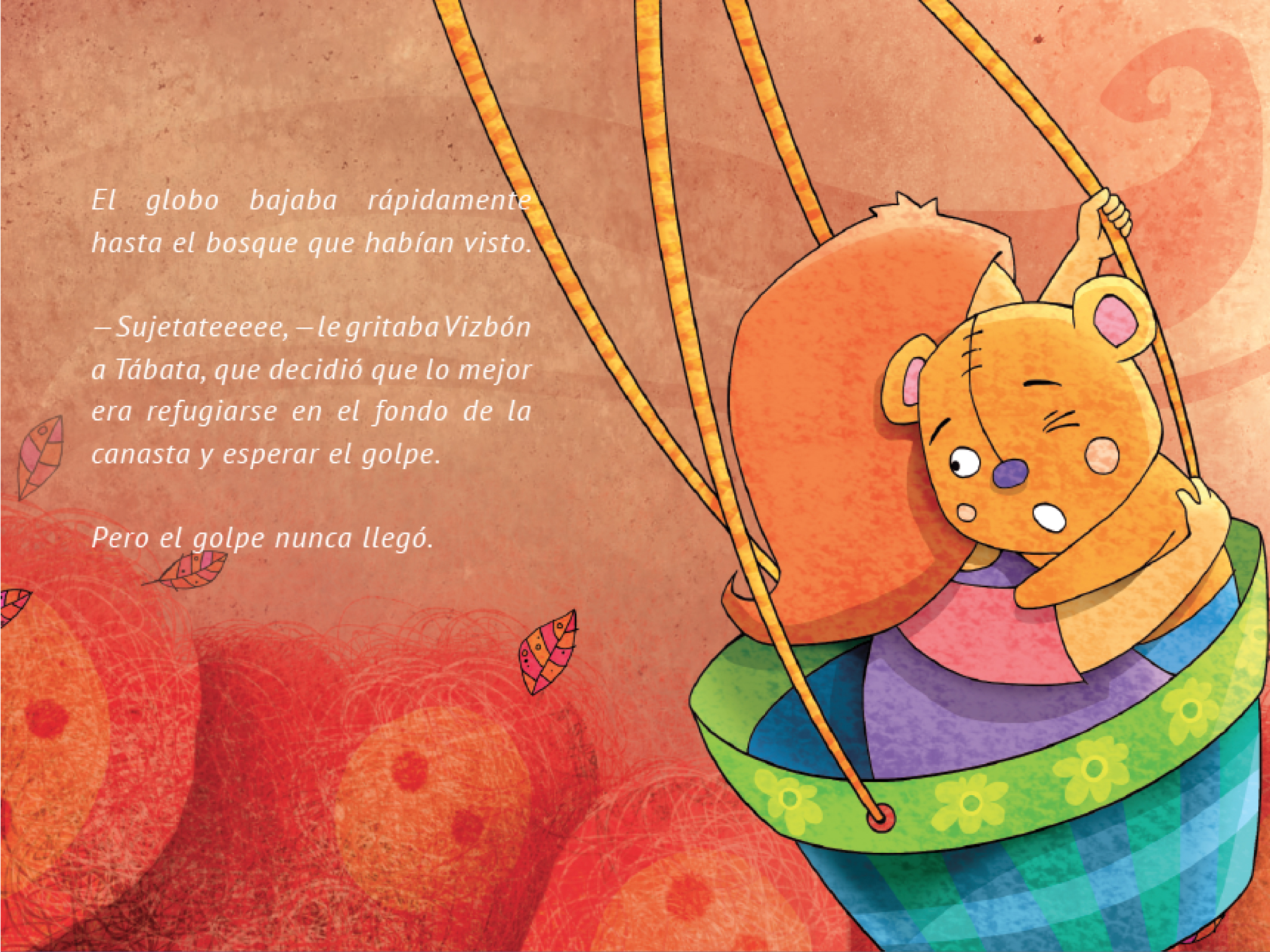
Un Sueño Mágico
Muestra de página de Un Sueño Mágico, formato ogg
(escuchar)

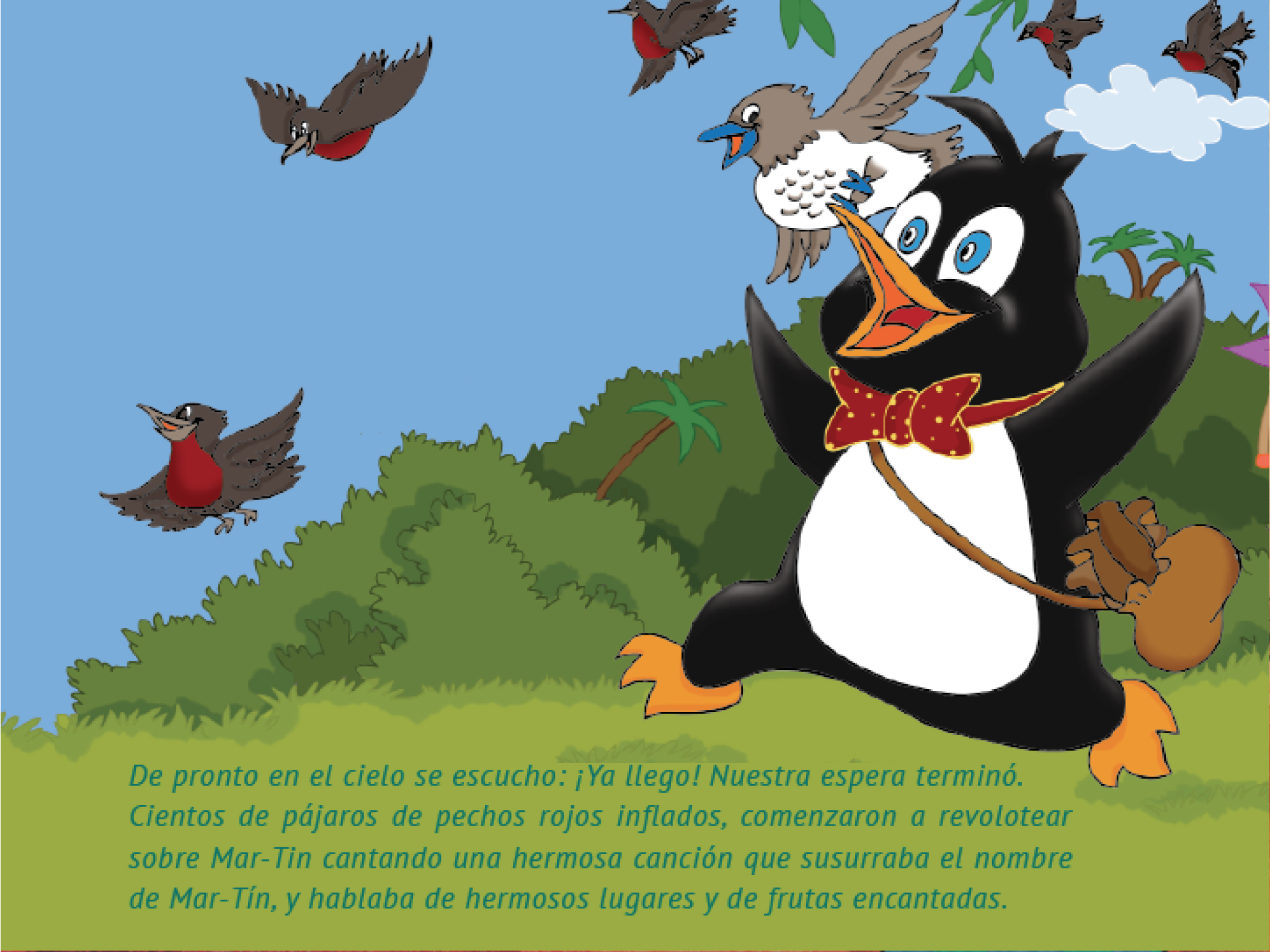
Mar-Tin y las frutas encantadas
Muestra de Mar-Tin y las frutas encantadas, formato ogg
(escuchar)

A continuación la lista de sus libros digitales e impresos: 
- Colección de Rimas (enhanced book - con música) ISBN 978-9942-961-19-8(2014) ( escuchar)
- La rana Juliana, ISBN 978-9942-961-11-2(2014)
- Mar-Tin y las frutas encantadas (enhanced book- con música) ISBN 978-9942-961-22-8(2014)( escuchar)
- Mágico Yasuní, ISBN 978-9942-961-12-9(2014)
- Un sueño mágico (enhanced book - con música) ISBN 978-9942-961-20-4(2014) ( escuchar)
- La tortuga Tomasita ISBN 978-9942-961-24-2(2014)
- El Genio de los deseos, ISBN 978-9942-961-26-6(2014)
- El viajero Platanario, ISBN 978-9942-961-27-3(2014)
- Ruedas, ISBN 978-9942-961-29-7(2014)
- Mar-Tin en Galápagos ISBN 978-9942-961-31-0(2014)

### Libros digitales en inglés - Digital Books in English
- Gali has a Ball ISBN 978-9942-961-43-3(2014)
- The Kingdom of Mischief ISBN 978-9942-961-41-9(2014)
- The Tortoise´s Temple ISBN 978-9942-961-35-8(2014)
- Timeless Days ISBN 978-9942-961-38-9(2014)
- The Secret of the King ISBN 978-9942-961-37-2(2014)
- The Balsa Wood Boat ISBN 978-9942-961-36-5(2014)
- Alegria´s Sparkles of Happiness ISBN 978-9942-42-6(2014)
- Let´s Win ISBN 978-9942-961-34-1(2014)
- r54 The Little Mouse ISBN 978-9942-961-40-2(2014)
- A Magic Dream, ISBN 978-9942-961-21-1(2014)
- Mar-Tin and the Enchanted Fruits ISBN 978-9942-961-23-5(2014)
- The Turtle Tomasita, ISBN 978-9942-961-25-9(2014)
- Wheels, ISBN 978-9942-961-30-3(2014)
- July the Frog, ISBN 978-9942-961-32-7(2014)
- Platanario the Traveler, ISBN 978-9942-961-28-0(2014)
- Yasuní, the Magical Rainforest, ISBN 978-9942-961-13-6(2014)
- Play with Clay ISBN 978-9942-961-39-6(2014)

## Selección de libros impresos

### Libros impresos en español
- La rana Juliana ISBN 978-9978-62-790-7(2014) 21x21 cm
- Achiiis, ISBN 978-9942-9941-5-8(2013) A5
- Chispitas de Alegría, ISBN 978-9942-9941-6-5(2013) A4
- El Genio de los deseos, ISBN 978-9942-961-08-2(2013) A5
- Hadani cuida el bosque, ISBN 978-9942-9941-3-4(2013) A5
- Juguemos en Ecuador, ISBN 978-9942-961-09-9(2013) A5
- La tortuga Tomasita, ISBN 978-9942-9941-7-2 (2013) A5
- Mar-Tin en Galápagos, ISBN 978-9942-961-10-5(2013) A5
- Un sueño mágico, ISBN 978-9942-9941-1-0(2013) A5
- A Ganar, ISBN 978-9942-9877-1-6(2012) A5
- Colección de Rimas ISBN 978-9942-9877-8-5(2012) A5
- El Barquito de Balsa ISBN 978-9942-9894-0-6(2012) A5
- El ratoncito r54 ISBN 978-9942-9877-9-2(2012) A5
- El reino de las travesuras ISBN 978-9942-9894-3-7(2012) A5
- El Secreto del Rey ISBN 978-9942-9877-7-8(2012) A5
- El templo de las tortugas ISBN 978-9942-9877-6-1(2012) A5
- El viajero Platanario, ISBN 978-9942-9877-5-4(2012) A5
- Gali tiene un balón, ISBN 978-9942-9877-0-9(2012) A5
- Hadani la aprendiz de bruja, ISBN 978-9942-9877-4-7(2012) A5
- Jugando con plastilina, ISBN 978-9942-9894-2-0(2012) A5
- Los días sin tiempo ISBN 978-9942-9877-3-0(2012) A5
- Mar -Tin y las frutas encantadas ISBN 978-9942-9894-1-3(2012) A5
- Ruedas, ISBN 978-9942-9877-2-3(2012) A5

### Libros impresos en gran formato, colección Big Books
- Colección de Rimas ISBN 978-9942-961-15-0(2014) A3
- El ratoncito r54 ISBN 978-9942-961-18-1(2014) A3
- La tortuga Tomasita / The Turtle Tomasita ISBN 978-9942-961-16-7(Bilingüe) (2014) A3
- Un sueño mágico, ISBN 978-9942-961-14-3(2014) A3
- La rana Juliana, ISBN 978-9942-961-17-4(2014) A3
- Mágico Yasuní, ISBN 978-9942-961-33-4(2014) A3

## Traducción de su obra al inglés

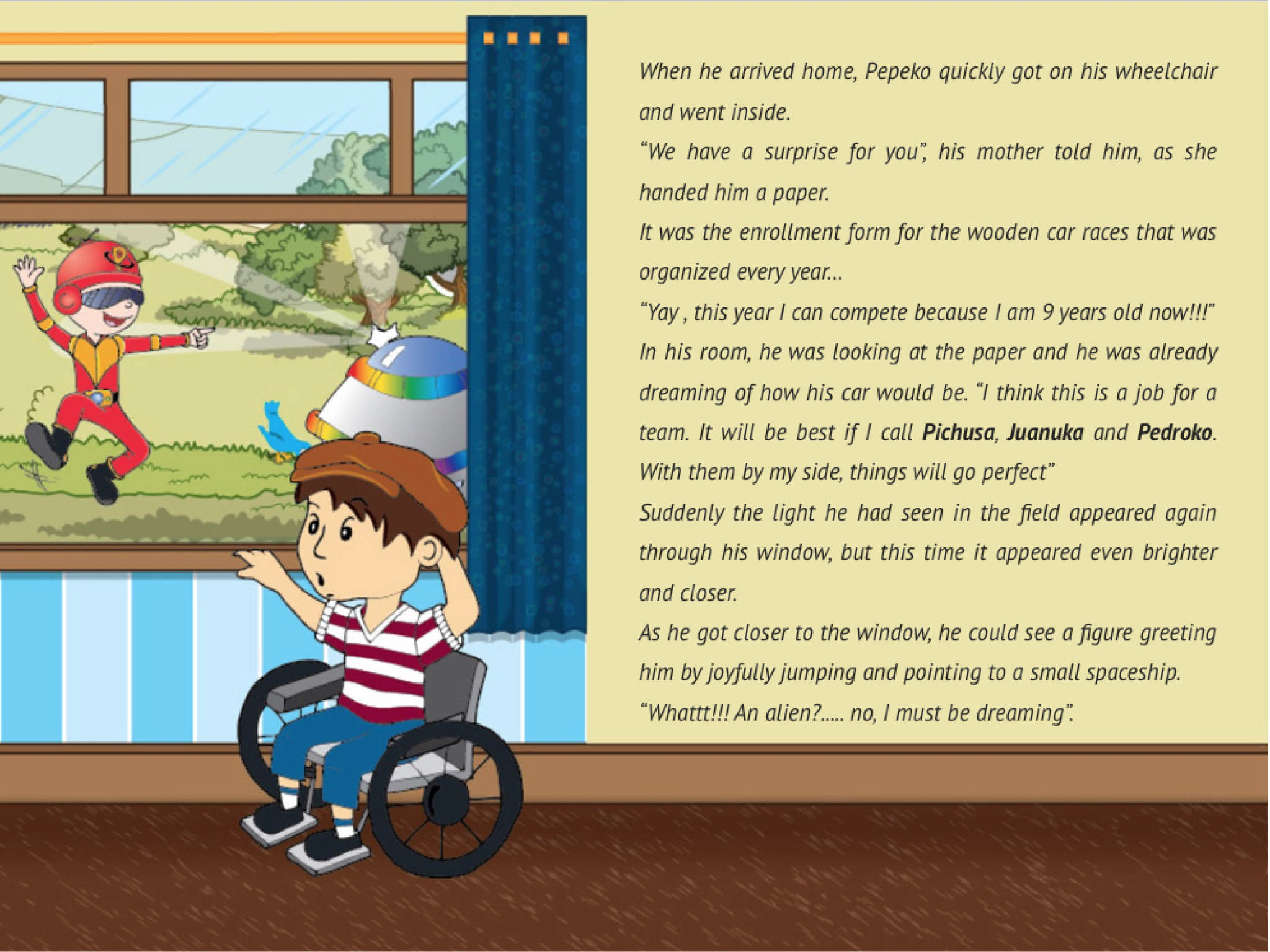
"Wheels"

Entre los principales libros que han sido traducidos al inglés encontramos:

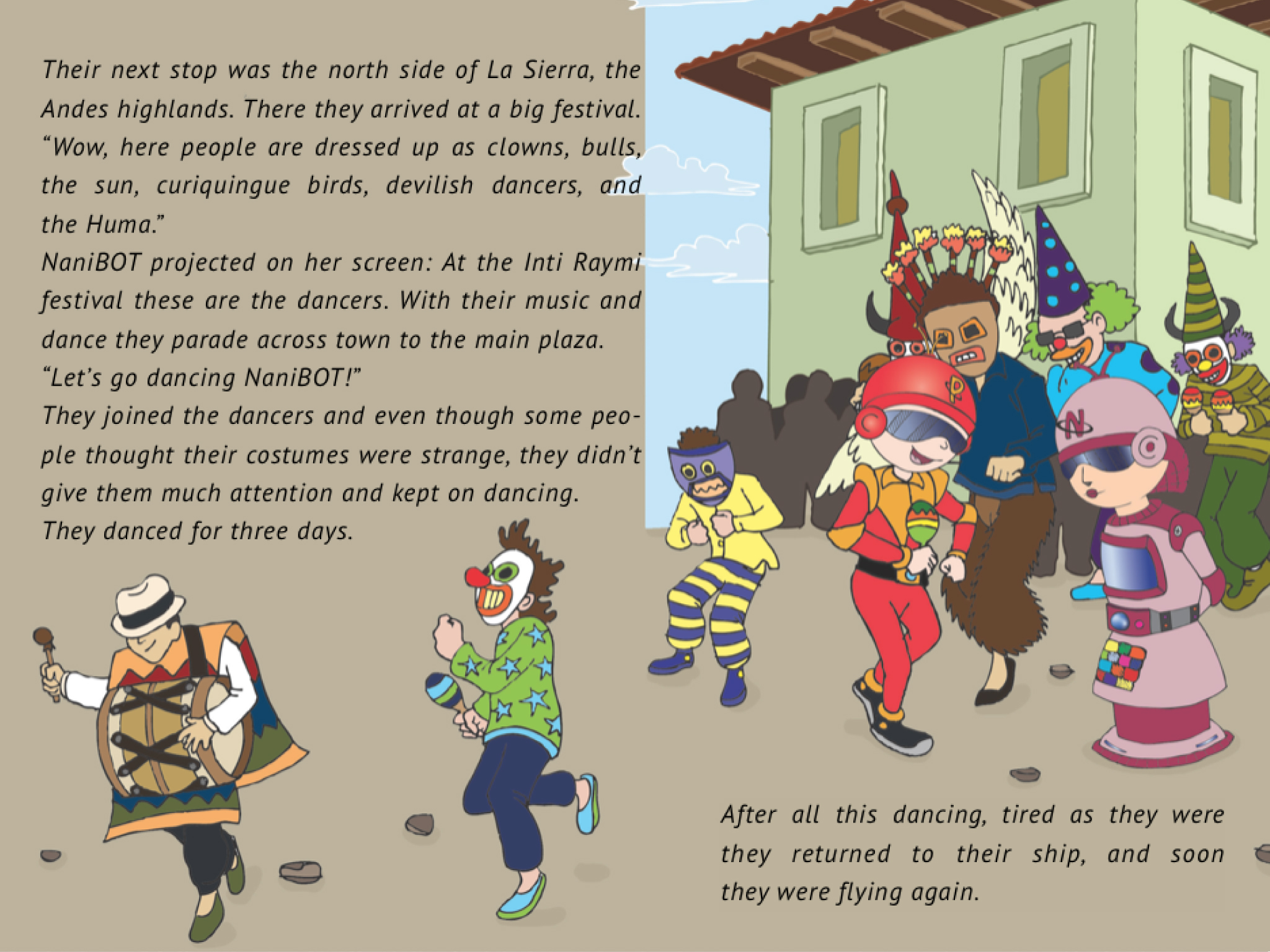
"Platanario, the traveler"

- Alegria’s Sparkles of Happiness, ISBN 978-9942-961-04-4(2013) A4
- Let´s Win ISBN 978-9942-9941-9-6(2013) A5
- Mar-Tin and the Enchanted Fruits ISBN 978-9942-961-05-1(2013) A5
- Platanario the Traveler, ISBN 978-9942-961-01-3(2013) A5
- Play with Clay, ISBN 978-9942-961-07-5(2013) A5
- r54 The Little Mouse, ISBN 978-9942-9941-4-1(2013) A5
- The Balsa Wood Boat, ISBN 978-9942-961-02-0(2013) A5
- The Kingdom of Mischief, ISBN 978-9942-9941-2-7(2013) A5
- A Magic Dream, ISBN 978-9942-9894-6-8(2013) A5
- The Secret of the King, ISBN 978-9942-961-03-7(2013) A5
- The Turtle Tomasita, ISBN 978-9942-9941-8-9(2013) A5
- Timeless Days, ISBN 978-9942-961-06-8(2013) A5
- The Tortoise´s Temple, ISBN 978-9942-961-00-6(2013) A5
- Gali has a Ball, ISBN 978-9942-9894-8-2(2013) A5
- Wheels, ISBN 978-9942-9894-7-5(2013) A5

## Audiolibros
A continuación se muestran ejemplos de audio en formato ogg:
- escuchar Un sueño mágico, en la voz de Nelcy Franco, música de Juan Carlos Carrión
- escuchar Colección de Rimas, en la voz de Ximena Ibarra, música de Pablo Arias
- escuchar Mar-Tin y las frutas encantadas, en la voz de Ximena Ibarra, música de Pablo Arias